# Meienberg ob Rapperswil am Zürichsee

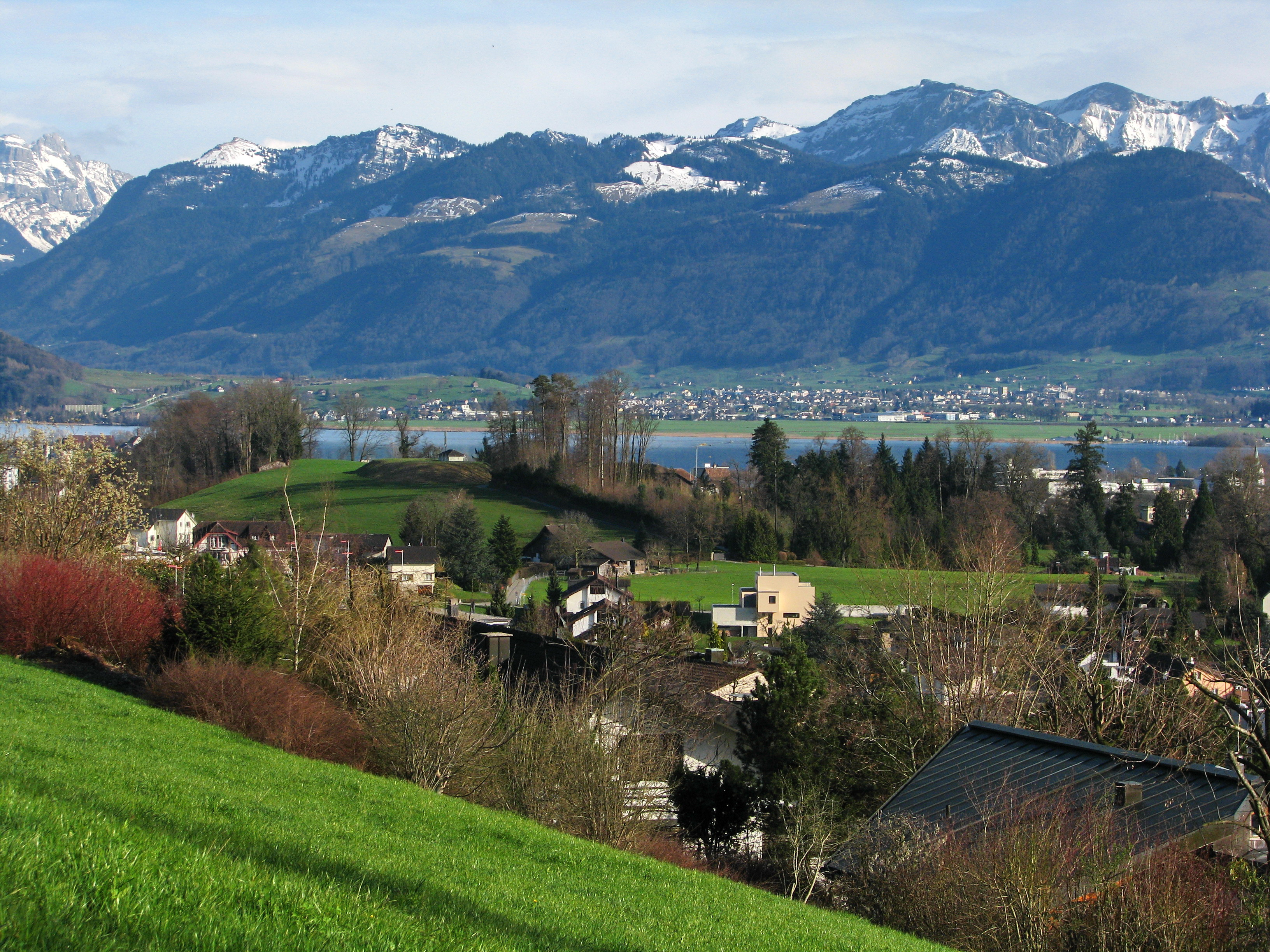
Ansicht vom Frohberg zwischen Rüti und Kempraten-Lenggis

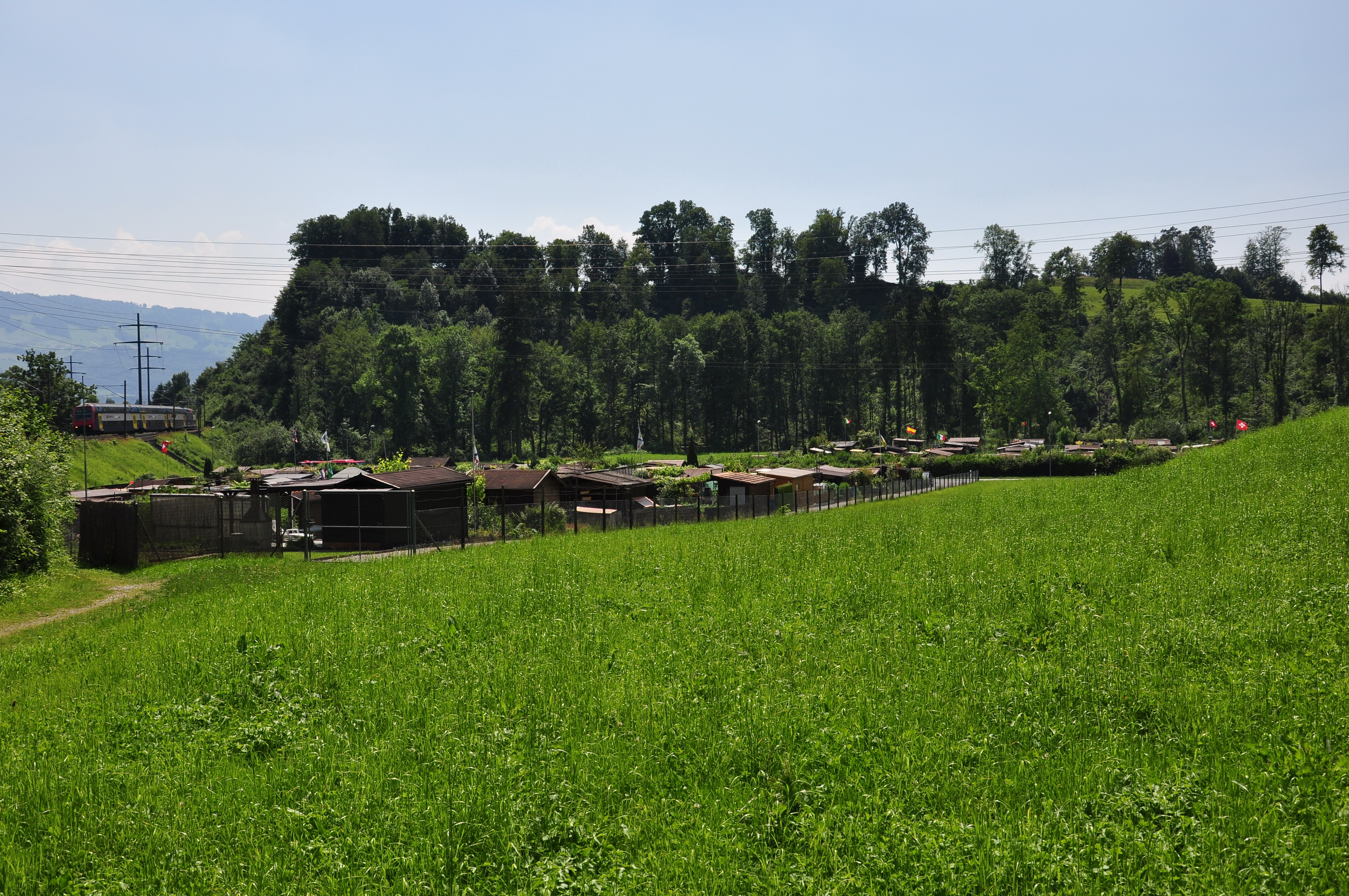
Ansicht vom Leimbüel in Jona auf den Meienberg

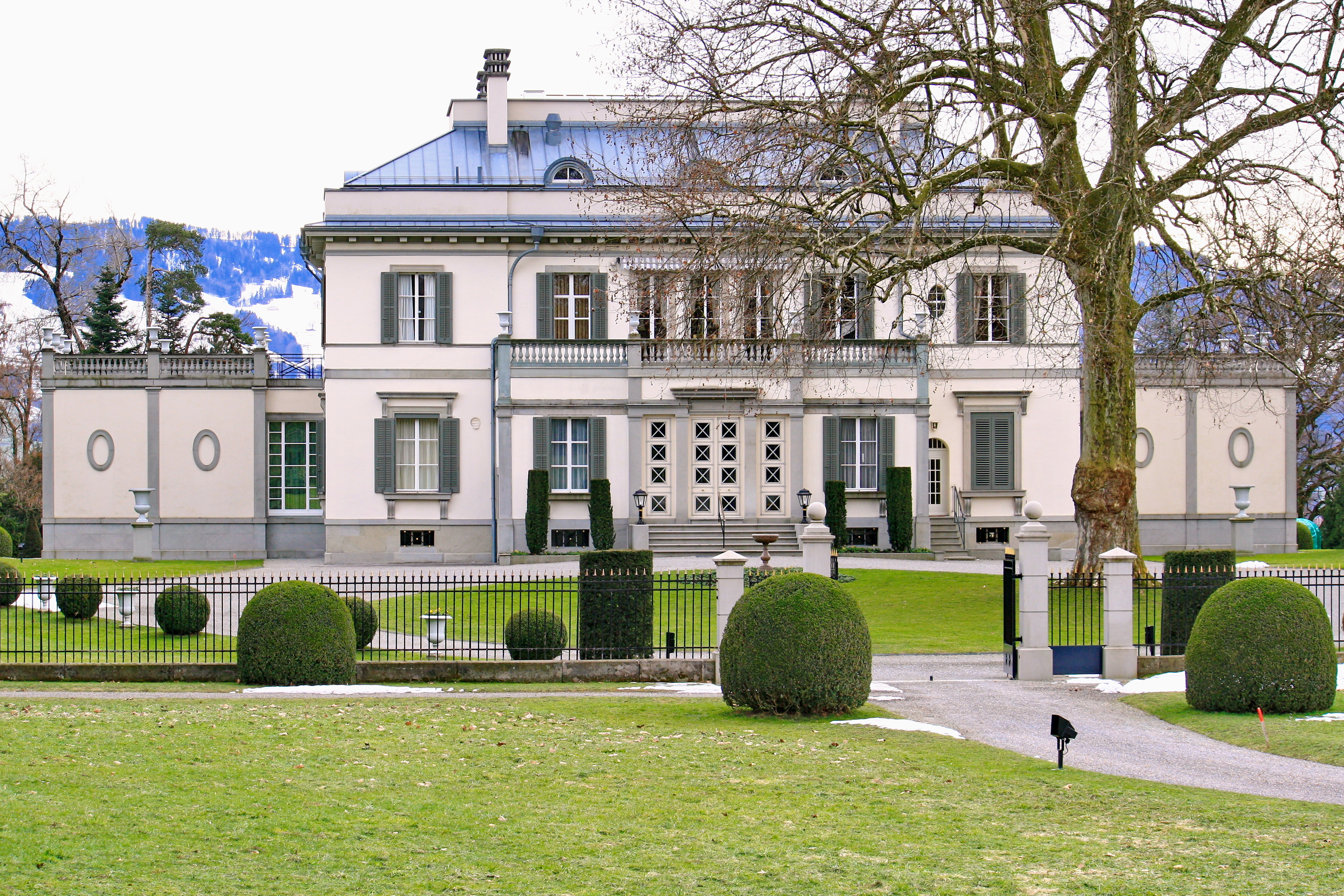
Schloss Meienberg

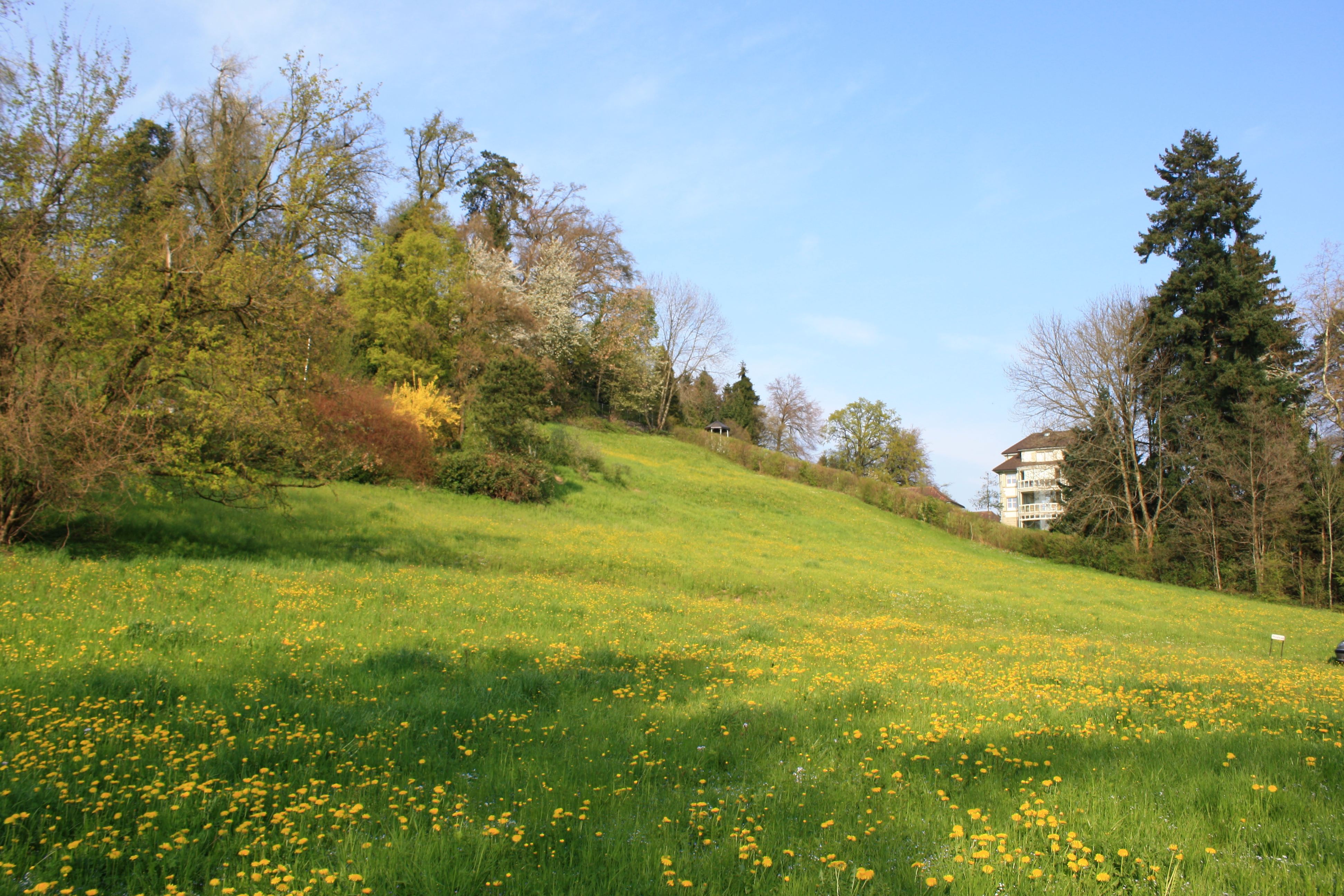
Ansicht vom Quartier Hanfländer

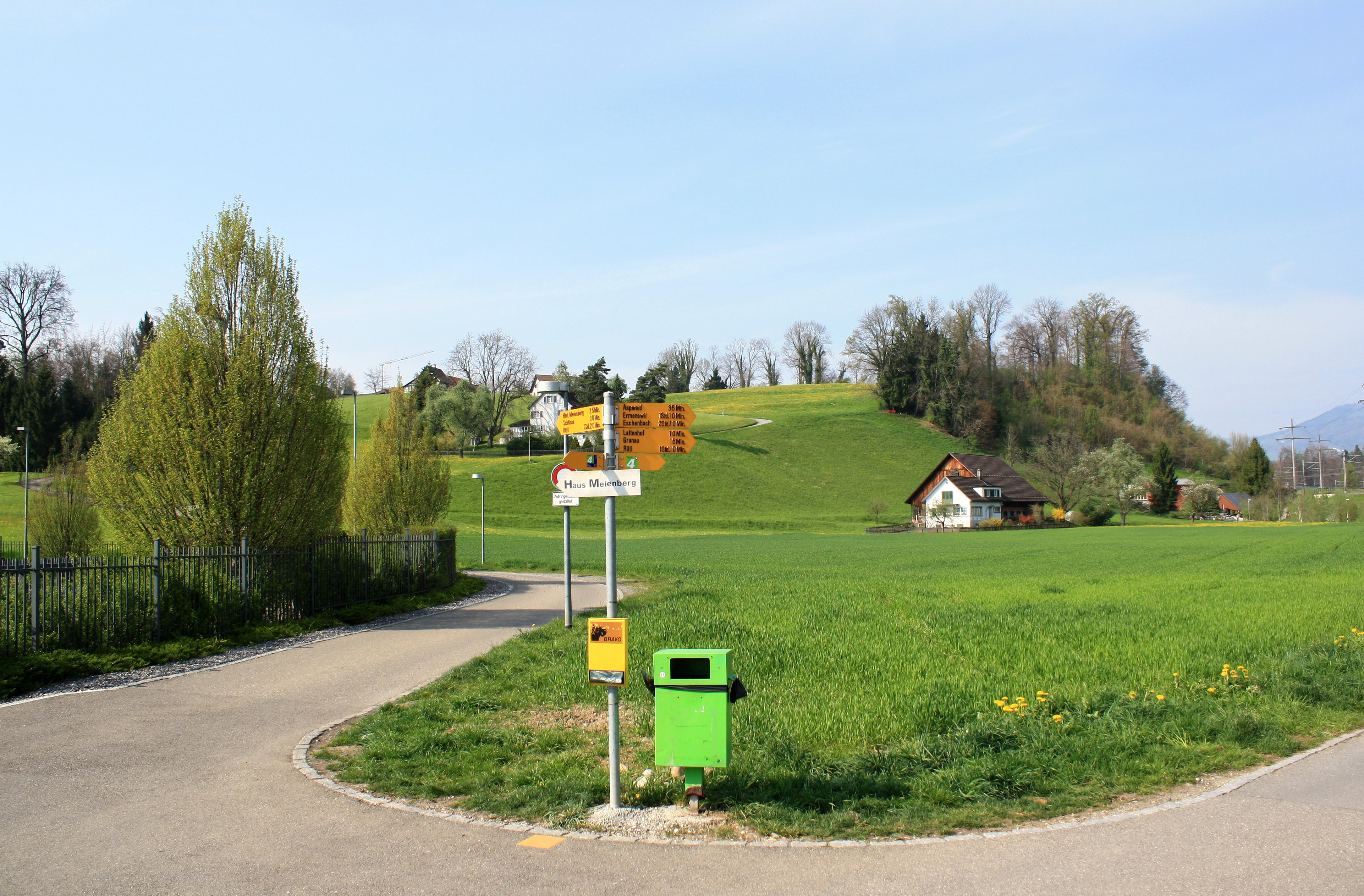
Vorderer Meienberg, Ansicht von Jona

Meienberg ob Rapperswil am Zürichsee, auch "Meyenberg" oder "Meienberggut", ist eine Nagelfluhterrasse oberhalb Rapperswil-Jona am
Zürichsee, im Kanton St. Gallen, Schweiz und liegt 487 m ü. M. hoch. Der Ort befindet sich 2,3 km nordöstlich vom Bahnhof Rapperswil und hat Obst-, Wein- und Wiesenbau.

## Geschichte
Erstmals erwähnt in der Chronik des Aegidius Tschudi, der beschreibt, wie 1443 während des Alten Zürichkriegs Urner, Zuger und Glarner Truppen ihr Lager aufschlugen "ushwendig der Kilchen ze Kempraten / hinder dem Büchel bi dem Meienberg ob Rapperschwil / da die Strash von Rüte harin gat".
Vermutlich gehörte der obere Meienberg seit dem Frühmittelalter dem Kloster Pfäfers. 1824 verkaufte das Kloster die Meienbergterrasse an die Gebrüder Braendlin und den Pfauenwirt Heussi. In der ersten Hälfte des 19. Jahrhunderts gehörte der untere Meienberg der Familie Helbling.
1828 erbaute der Auslandschweizer Johann Jakob Staub, der in Paris als "marchand tailleur" (Schneidermeister) ein grosses Vermögen erworben hatte, auf dem oberen Meienberg einen klassizistischen Landsitz (nach späteren Umbauten Schloss Meienberg genannt). Staubs Tochter heiratete den am Meienberg lebenden Industriellen Jakob Braendlin-Näf, der bereits 1822 die Villa Grünfels am Osthang 1822 erbauen liess.
1845 lebte der deutsche Dichter und Radikaldemokrat Ferdinand Freiligrath (1810–1876) als politischer Flüchtling in der Villa im unteren Meienberg. Unter den Politikern und Künstlern, die Freiligrath auf dem Meienberg besuchten, waren Franz Liszt, der ihn mit der berühmten Melodie zum Gedicht "O lieb, so lang du lieben kannst" (Liebestraum Nr. 3) beschenkte, der Schriftsteller Gottfried Keller und der amerikanische Reiseschriftsteller und Dichter Bayard Taylor auf seiner Fusstour durch Europa.
1859 wohnte Louise Marie von Bourbon, Herzogin von Parma (Luisa Maria di Borbone, Tochter des Herzogs von Berry, 1819–1864), mit ihren Kindern und Gefolge im Schloss Meienberg. Sie hatte 1854 nach der Erdolchung ihres Mannes, Karl III., die Regentschaft von Parma für ihren noch unmündigen Sohn, Robert I., übernommen. Trotz kluger Regierung und hohem Ansehen konnte die Herzogin-Regentin den Sturz der Dynastie im zweiten Unabhängigkeitskrieg Italiens nicht verhindern und floh unter dem Druck der Truppen Sardinien-Piemonts und Garibaldis Freiheitsbewegung in die Schweiz. 1912/13 erwarb der aus Argentinien zurückgekehrte Auslandschweizer Albert Meyer-von Reutercrona das Meienberggut.